# Solenopsora candicans
Solenopsora candicans är en lavart som först beskrevs av Dicks., och fick sitt nu gällande namn av J. Steiner. Solenopsora candicans ingår i släktet Solenopsora och familjen Catillariaceae.   Inga underarter finns listade i Catalogue of Life.